# Look Through My Eyes
Look Through My Eyes is een nummer van de Britse zanger Phil Collins uit 2003. Het is de eerste single van de soundtrack van de Disneyfilm Brother Bear.
Het nummer werd in Europa een bescheiden hitje. In het Verenigd Koninkrijk had het niet veel succes met een 61e positie. In de Nederlandse Top 40 haalde het de 14e positie. "Look Through My Eyes" was tot nu toe het laatste nummer waarmee Phil Collins in de Nederlandse Top 40 stond. In Vlaanderen haalde het de 12e positie in de Tipparade.